# 扎比内·布林克
扎比内·布林克（德語：Sabine Brincker，20世纪—），德国女子赛艇运动员。她曾以舵手身份代表东德参加世界赛艇锦标赛，获得二枚金牌，一枚来自女子四人单桨有舵手项目，另一枚来自女子八人单桨有舵手项目。